# 达拉斯·朗
达拉斯·朗（英語：Dallas Long，1940年6月13日—2024年11月10日），美国男子田径运动员。他曾代表美国参加1960年和1964年夏季奥林匹克运动会田径比赛，共获得一枚金牌和一枚铜牌。